# Chloe Lang
Chloe Lourenco Lang (Connecticut, 14 de noviembre de 2001) es una actriz, bailarina y cantante estadounidense, conocida principalmente por interpretar a Stephanie Meanswell en la serie islandesa para niños LazyTown en reemplazo de Julianna Rose Mauriello, quien renunció al papel por motivos personales. Consiguió una nominación a los Premios artista joven por dicha interpretación.

## Biografía
Chloe Lang nació en Connecticut, Estados Unidos el 14 de noviembre de 2001. Empezó a bailar a los 2 años de edad y formó parte de la escuela de baile Dance Connection. 
Ha aparecido en varios anuncios de televisión como: Pillsbury, Baby Alive, Cablevision, and the Yale-New Haven Hospital. 
En 2013 es elegida para interpretar a Stephanie Meanswell en la tercera temporada de la serie de televisión para niños LazyTown, al lado de los actores Magnús Scheving y Stefán Karl Stefánsson. Su personaje había sido anteriormente interpretado por las actrices Julianna Rose Mauriello (temporadas 1 y 2) y Shelby Young (episodio piloto). En 2014 Chloe por este papel estuvo nominada a los premios Premios artista joven en la categoría Mejor actriz de serie de TV (comedia o drama) - Joven actriz principal.

## Vida personal
Lang es hija de Tina y tiene un hermano.

## Filmografía

### Cine
| Año  | Título            | Papel             | Notas        |
| ---- | ----------------- | ----------------- | ------------ |
| 2010 | Sundown           | Chica             | Cortometraje |
| 2011 | Mask Face         | Hija adoptiva     |              |
| 2013 | My Brother Jack   | Niña con una flor |              |
| 2017 | The Fifth Borough | Skylar            | Cortometraje |

### Televisión
| Año       | Título         | Papel               | Notas            |
| --------- | -------------- | ------------------- | ---------------- |
| 2007      | Doctors        | Josie McRea         | Episodio: "Home" |
| 2013-2014 | LazyTown       | Stephanie Meanswell | 26 episodios     |
| 2016      | Brooke & Carly | Jasmine             |                  |

### Anuncios de televisión
| Año  | Publicidad                         |
| ---- | ---------------------------------- |
| 2010 | Yale New Haven Children's Hospital |
| 2011 | Baby Alive Doll                    |
| 2011 | Pillsbury Toaster Strudel          |
| 2011 | Haribo                             |
| 2011 | Optimum                            |

## Discografía

### Álbumes de bandas sonoras
| Título                 | Detalles                                                               |
| ---------------------- | ---------------------------------------------------------------------- |
| LazyTown – Here We GO! | - Lanzamiento: 25 de octubre de 2013 - Formato: CD - Discográfica: ABC |

### Sencillos
| Título                          | Año  | Álbum |
| ------------------------------- | ---- | ----- |
| "LazyTown Forever"              | 2017 | N/A   |
| "Party Down The Road"           | 2017 | N/A   |
| "I Won't Cry"                   | 2018 | N/A   |
| "Easy Dawns" (con Bond Villain) | 2019 | N/A   |
| "Without Me" (con Bond Villain) | 2019 | N/A   |

## Premios y nominaciones

### Premios artista joven
| Año  | Categoría                                                              | Trabajo  | Resultado |
| ---- | ---------------------------------------------------------------------- | -------- | --------- |
| 2014 | Mejor actriz de serie de TV (comedia o drama) - Joven actriz principal | LazyTown | Nominado  |